# Jaźwie

Jaźwie (prononciation : [ˈjaʑvjɛ]) est un village polonais de la gmina de Tłuszcz dans le powiat de Wołomin de la voïvodie de Mazovie dans le centre-est de la Pologne.
Il est situé à environ 5 kilomètres au sud-est de Tłuszcz (siège de la gmina), 18 kilomètres à l'est de Wołomin (siège du powiat), et 39 kilomètres au nord-est de Varsovie (capitale de la Pologne).

## Histoire
De 1975 à 1998, le village appartenait administrativement à la voïvodie d'Ostrołęka.